# Носенко Микола Петрович
Микола Петрович Но́сенко (нар. 8 серпня 1964 в селі Яблунівка, Прилуцького району Чернігівської області) — український політик, член КПУ, народний депутат України 4-го скликання.

## Освіта
- Білоруський інститут інженерів залізничного транспорту (1986), інженер шляхів сполучення;
- Національна юридична академія України імені Ярослава Мудрого.

## Кар'єра
- 1986—1989 — черговий, залізнична станція «Новоград-Волинський» Південно-Західної залізниці.
- 1989—1991 — заступник начальника, залізнична станція «Коростень» Південно-Західної залізниці.
- 1991—1995 — ревізор з безпеки руху поїздів, Коростенська дільниця Південно-Західної залізниці.
- 1995—2002 — начальник залізничної станції «Ніжин» Південно-Західної залізниці.
- З 2007 — голова Комісії з транспортного права в Організації співробітництва залізниць у Варшаві.

## Політична діяльність
- З квітня 2002 по березень 2005 — Народний депутат України 4-го скликання, обраний за списками Комуністичної партії України. Член фракції комуністів (травень 2002 — квітень 2006), член Комітету з питань будівництва, транспорту, житлово-комунального господарства і зв'язку (травень 2002 — квітень 2006), Голова підкомітету з питань залізничного транспорту Комітету Верховної Ради України з питань будівництва, транспорту, житлово-комунального господарства і зв'язку (07.02.2006 — 25.05.2006)[2].
- березень 2006 — кандидат в народні депутати України від КПУ, № 66 в списку, член КПУ[3].